# Campylaspides abyssotrucidatus
Campylaspides abyssotrucidatus är en kräftdjursart som beskrevs av Watling och Sarah Gerken 1999. Campylaspides abyssotrucidatus ingår i släktet Campylaspides och familjen Nannastacidae. Inga underarter finns listade i Catalogue of Life.